# Interlingua
El interlingua de IALA, más conocido como interlingua simplemente, es un lenguaje artificial internacional creado en 1951, basado en vocablos comunes a la mayoría de los lenguajes romances. Fue desarrollado por lingüistas profesionales con el objetivo de ser utilizado como idioma auxiliar en las comunicaciones internacionales.
Realmente el nombre Interlingua es usado por dos idiomas auxiliares: el interlingua de Peano (creador de la idea), más conocido como Latino sine flexione (‘latín sin declinaciones’), que hoy en día posiblemente no tiene hablantes, y el interlingua de IALA, siendo IALA la
Asociación de la Lengua Auxiliar Internacional, sujeto de este artículo.
Así como el vocabulario del esperanto fue tomado de lenguas romances, germánicas, y eslavas, pero deformando las palabras o inventando otras nuevas, el vocabulario del interlingua se tomó de las principales lenguas romances, del inglés y, en menor medida, del alemán y del ruso, buscando las raíces compartidas por estas lenguas a través del vocabulario común procedente del latín. Lo mismo ocurrió con la gramática, que se inspiró en parte en la del inglés, pero mucho más simplificada. El idioma interlingua trata de ser, en esencia, un factor común de todos los idiomas europeos, y una versión moderna de lo que el latín fue en la antigüedad.

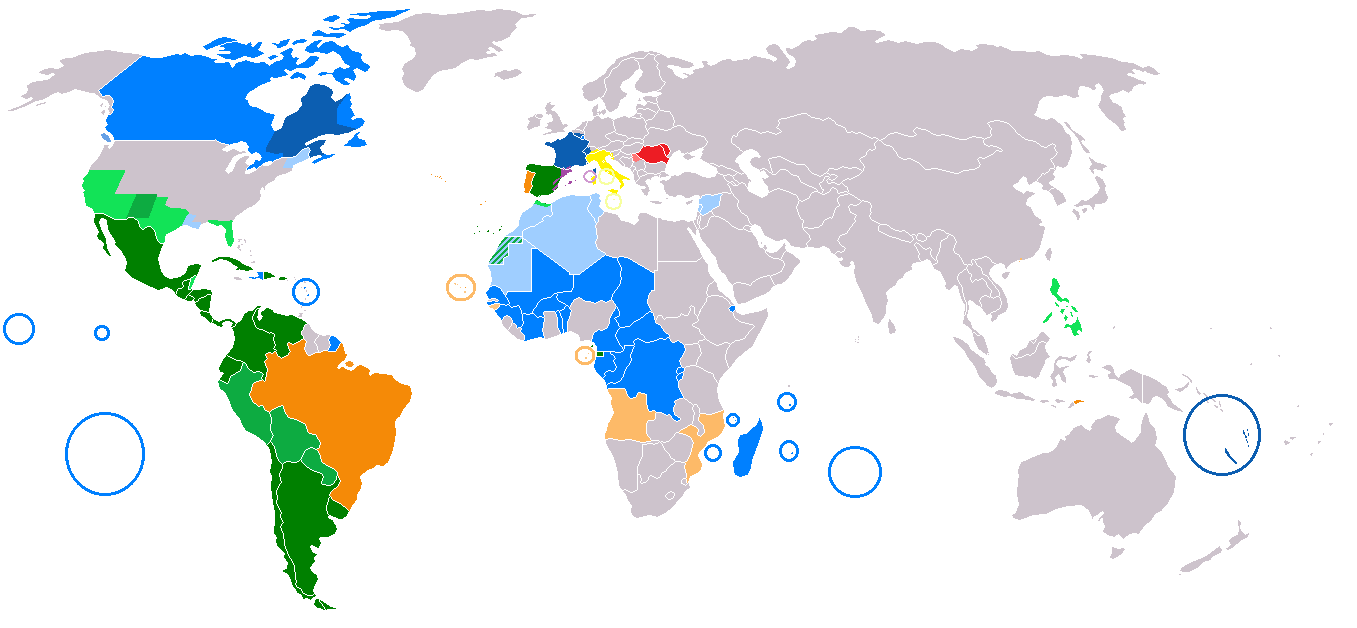
En las áreas en color se habla comúnmente una lengua romance. Según estudios, interlingua es fácilmente comprensible para muchos de los 1000 millones de hablantes nativos del romance.

La gramática y el vocabulario del idioma se completó en 1951, después de más de veinte años de estudios y trabajos llevados a cabo por la IALA. Alexander Gode fue uno de los primeros iniciadores de este esfuerzo. Publicó una gramática detallada, un diccionario interlingua-inglés y un libro introductorio: Interlingua a prime vista.
El idioma interlingua tiene seguidores en países como Brasil, Bulgaria, Estados Unidos, Francia, Italia, los Países Bajos, Polonia, Rusia y especialmente, en los países escandinavos (Dinamarca, Noruega, Finlandia y Suecia). Hay diversas páginas web dedicadas a este idioma y otras que tienen sus contenidos en esta lengua. Incluso el buscador Google y Wikipedia tienen versiones en interlingua. Pero donde ha mostrado realmente su utilidad es en el campo de la ciencia, ya que numerosos artículos y publicaciones científicas se escriben en interlingua para facilitar la divulgación y el intercambio de datos entre científicos de distintas nacionalidades.[cita requerida]
Hoy en día es como un idioma vivo, sigue creciendo y adaptándose a los cambios y avances de la sociedad y además del vocabulario tomado del latín clásico en la versión original de Gode, incluye un vocabulario romance moderno; por ejemplo emer (comprar) se ha reemplazado por comprar. Tal modernización sistemática ha generado el llamado "latín moderno".

## Historia
Después de la Primera Guerra Mundial había un creciente interés en la idea de una lengua auxiliar internacional. Muchos lingüistas, intérpretes y científicos se interesaron en el desarrollo de una lengua auxiliar óptima. Con su apoyo la International Auxiliary Language Association (IALA) fue formada en 1924 con el financiamiento de Alice Vanderbilt Morris para estudiar esta cuestión. Finalmente, después de no poder obtener compromisos entre las lenguas auxiliares existentes, IALA decidió crear su propia lengua auxiliar usando principios científicos. La idea no era inventar una lengua auxiliar sino extraer su vocabulario de las palabras internacionales comunes entre las principales lenguas europeas y estandarizarlo. Como se decía, "No es necesario inventar una lengua auxiliar. Lo que es necesario es solamente extraerla".
La investigación de desarrollo comenzó en 1936 en Liverpool, Inglaterra, pero con la amenaza de la guerra, IALA movió su operación de investigación a Nueva York en 1939 bajo la dirección de Ezra Clark Stillman.
En aquel año reunió un equipo de lingüistas para realizar la tarea. En 1934 Ezra Clark Stillman y su asistente Dr. Alexander Gode acabaron el manual Interlinguistic standardization que describía su concepto de la forma de extraer las palabras de las lenguas que ellos creían que contenían la mayor concentración de palabras: inglés, francés, italiano y español/portugués (estos dos últimos agrupados en una sola lengua).
El trabajo continuó durante la Segunda Guerra Mundial pero Stillman dejó la IALA en 1943 para servir al gobierno de los Estados Unidos. Gode se convirtió en el director de la investigación. En 1945 un Informe General de la IALA informaba que el equipo había producido un vocabulario de más de 20 000 palabras internacionales.
En la investigación se estudiaron diversas variantes de la lengua auxiliar internacional usando el vocabulario internacional. Estas variantes eran:
- Variante naturalista, totalmente prototípica.
- Variante con un mínimo de regularización y esquematización.
- Variante con regularización intermedia.

En 1946, un conocido lingüista francés, André Martinet fue empleado como Director de Investigación para producir un diccionario y una forma final para la lengua auxiliar. Martinet dirigió un sondeo de opinión sobre la forma de la lengua auxiliar, y los resultados indicaron que una lengua entre la variante totalmente naturalista y la variante mínimamente regularizada sería beneficiosa para el mayor número de personas. A finales de 1948 Alexander Gode asumió la responsabilidad final de producir un diccionario de la lengua auxiliar cuando Martinet volvió a la Universidad de Columbia. Alice V. Morris, la principal financiera de IALA, murió en agosto de 1950 cuando la forma final del diccionario estaba preparándose para imprimir.
La gramática y el vocabulario del idioma interlingua fueron publicados en 1951.
Gode publicó el producto final (financiándolo él mismo), el Diccionario interlingua-inglés, en 1951, con 27 000 palabras, cuya forma es intermedia entre las formas de la variante puramente prototípica y la variante con la regularización mínima.
Alexander Gode fue uno de los principales promotores de este esfuerzo. Publicó un resumen de la gramática, un diccionario unidireccional (interlingua a inglés), y un libro introductorio con el título de Interlingua a prime vista. Gode, junto con Hugh Blair, asistente personal de Alice Morris en su propia investigación sobre las lenguas auxiliares, publicaron al mismo tiempo la Gramática del interlingua, que daba una forma concreta a este idioma internacional.
En el año 2023 ha tenido un resurgimiento en internet gracias a los vídeos en TikTok del profesor universitario español Carlos Valcárcel Riveiro.

## Gramática
El idioma ha sido desarrollado para omitir cualquier rasgo gramatical que esté ausente en un idioma de control. Así, el interlingua no posee la concordancia sustantivo-adjetivo (por ejemplo, en español y en portugués gatas negras o en italiano gatte nere), como sucede en inglés (el cual también carece de esa concordancia), y tampoco tiene tiempos verbales progresivos ya que no existen en francés. Por el contrario, sí que se distingue entre el singular y el plural porque en todas las lenguas de control se hace.
El artículo definido le es invariable, como en inglés. Los sustantivos no tienen número gramatical. El plural se forma añadiendo -s, o -es después de una consonante final. Los pronombres personales tienen una forma para el sujeto y otra para el objeto directo y el reflexivo. En la tercera persona, el reflexivo es siempre se. La mayoría de los adverbios se derivan regularmente de los adjetivos añadiendo -mente o -amente después de una -c. Un adverbio puede formarse a partir de cualquier adjetivo de esta manera.
Los verbos toman la misma forma en todas las personas (io, tu, illa vive, 'Yo vivo', 'tú vives', 'ella vive'). El indicativo (pare, 'aparece', 'aparecemos') es igual que el imperativo (pare! '¡aparece!'), y no existe el subjuntivo. Tres verbos muy comunes suelen tomar formas cortas en el presente: es para el presente del verbo ser; ha para el presente del verbo haber y va para el presente del verbo ir. También existen algunas formas irregulares de ciertos verbos pero raramente se utilizan.
Hay cuatro tiempos simples (presente, pasado, futuro y condicional), tres tiempos compuestos (pasado, futuro y condicional) y la voz pasiva. Las estructuras compuestas emplean un auxiliar más el infinitivo o el participio (ejemplo: Ille ha arrivate, 'Él ha llegado'). Los tiempos simples y compuestos pueden combinarse de varias formas para expresar tiempos más complejos (por ejemplo, Nos haberea morite, "Habríamos muerto").
El orden en la oración es SVO (Sujeto-verbo-objeto), excepto cuando el pronombre del objeto directo o reflexivo precede al verbo (Io les vide, 'Yo lo vi'). El adjetivo pueden preceder o seguir al sustantivo que modifica, pero normalmente le sigue. La posición del adverbio es flexible, aunque restringido al sentido común.
Su gramática ha sido descrita como similar a la de las lenguas romances, pero muy simplificada, principalmente bajo la influencia del inglés.

## Comunidad
No se sabe a ciencia cierta cuántas personas poseen un conocimiento activo del interlingua. Es el idioma auxiliar internacional naturalista más hablado.
Este idioma posee hablantes activos en todos los continentes, especialmente en América del Sur y en Europa del Este y del Norte, sobre todo en Escandinavia; también en Rusia y Ucrania. En África, tiene una representación oficial en la República del Congo. Hay numerosas páginas web en interlingua, incluyendo ediciones de Wikipedia y del Wikcionario, y un cierto número de periódicos y revistas, incluyendo Panorama in interlingua de la UMI (Unión Mundial pro Interlingua) así como revistas de la asociaciones nacionales. Hay varias listas de correo activas y también es usada en algunos grupos de noticias de Usenet, particularmente en Europa. También está presente en la radio y la televisión. En los últimos años, también se ha usado en el mundo de la música y del cómic, y en paquetes y traducciones de software, por ejemplo Openoffice y Mozilla.
Se enseña en muchos institutos y universidades, algunas veces para enseñar con rapidez otra lengua, presentando la interlingüística o introduciendo el vocabulario internacional.
La Universidad de Granada (en España), por ejemplo, ofrece un curso de interlingua en colaboración con el Centro de Formación Continua.
Cada dos años, la UMI organiza una conferencia internacional en un país diferente. Las sociedades nórdicas coorganizan una conferencia en Suecia. Las organizaciones nacionales ―como la Union Brazilian pro Interlingua― también organiza conferencias regulares.

## Unión Mundial pro Interlingua
La Unión Mundial pro Interlingua tiene representantes y miembros en los cinco continentes. En interlingua existe una amplia literatura ―traducida y original― que es utilizada como cualquier otra lengua para hablar y escribir. Esta asociación tiene sitios web, así como revistas nacionales e internacionales en interlingua.

## Críticas
- Su vocabulario está basado en palabras de las lenguas romances por lo que aspirantes asiáticos, africanos, entre otros, al aprender el idioma, se han encontrado desfavorecidos con respecto a los hablantes nativos de lenguas europeas, quienes gozan de esta ventaja estratégica.

- Al tratarse de una lengua sin nación, no suscitó tanto interés en los hablantes para utilizarla, puesto que no podían identificarla con ninguna cultura en concreto con la que sentirse más o menos identificados.[cita requerida]

## Ejemplos
Declaration Universal del Derectos Human
Articulo 1
Tote le esseres human nasce libere e equal in dignitate e in derectos. Illes es dotate de ration e de conscientia, e debe comportar se fraternalmente le unes con le alteres.
Declaración Universal de los Derechos Humanos
Artículo 1.º
Todos los seres humanos nacen libres e iguales en dignidad y en derechos. Están dotados de razón y de conciencia, y deben comportarse fraternalmente los unos con los otros.
OHCHR: Interlingua - Universal Declaration of Human Rights

Patrenostre

Patre nostre, qui es in le celos,

que tu nomine sia sanctificate;

que tu regno veni;

que tu voluntate sia facite

como in le celo, etiam super le terra.

Da nos hodie nostre pan quotidian,

e pardona a nos nostre debitas

como etiam nos los pardona a nostre debitores.

E non induce nos in tentation,

sed libera nos del mal.

Amen.
Padrenuestro

Padre nuestro, que estás en los cielos,

santificado sea tu Nombre;

venga a nosotros tu Reino;

hágase tu Voluntad

así en la tierra como en el cielo.

Danos hoy nuestro pan de cada día;

perdona nuestras ofensas,

así como nosotros perdonamos a quienes nos ofenden;

y no nos dejes caer en la tentación,

mas líbranos del mal.

Amén.